# 斯丁族
斯丁族是東南亞的一個跨境民族，居住在越南和柬埔寨兩國境內。

## 分布
在越南，斯丁族主要分布在東南部平福省福隆市社（Phước Long）、平隆市社（Bình Long）、布当县（Bù Đăng）、禄宁县（Lộc Ninh）和同富县（Đồng Phú）。

## 語言
斯丁語屬于南亞語系孟-高棉語族。